# Mocsáros
Mocsáros (románul: Moceriș) egy falu Romániában, a Bánságban, Krassó-Szörény megyében.

## Fekvése
Bozovicstól délnyugatra, a Néra jobb partján fekvő település.

## Története
Mocsáros nevét 1439-ben Mochorus alakban írva említette először oklevél. 1451-ben Mochoros, Machorsy nemesi névben, 1484-ben de Machoris, Machwrisy nemesi névben, 1603-ban Moczeris, 1734-ben Mazerisch, 1808-ban Mözeris, Mocserisch, Mezerish, Moezerish, 1888-ban Mocseris (Mocsáros), 1913-ban Mocsáros formában volt említve.
1439-ben az aradi káptal Csornai Mibályt és Balást Csorna, Plugova, Toplecz stb. birtokába iktatta be, és e beiktatáson mint szomszéd részt vett Georgius de Mochorus is.
1484-ben Mátyás király Gerlistyei Jakabnak uj adományt adott a balmosi kerületben fekvő Gerlistbe, Eudaria, Prilipecz és más birtokára, mint királyi embert említi Lazarum de Bosowytb és Stepbauum de Macboris (Mocseris). Az beiktatáson részt vettek Macbwrisy István és János is, akiket az aradi káptalan mint az igtatásnál megjelent szomszédoknak nevezett.
Az 1603-as összeírás szerint a karánsebesi kerület Moczerises falujában Czorczok Fereucz fél, Baja László 1 portáról adózott.
A település Trianon előtt Krassó-Szörény vármegye Bozovicsi járásához tartozott.
1910-ben 1329 lakosából 1316 román volt. Ebből 1320 görög keleti ortodox volt.

## Források

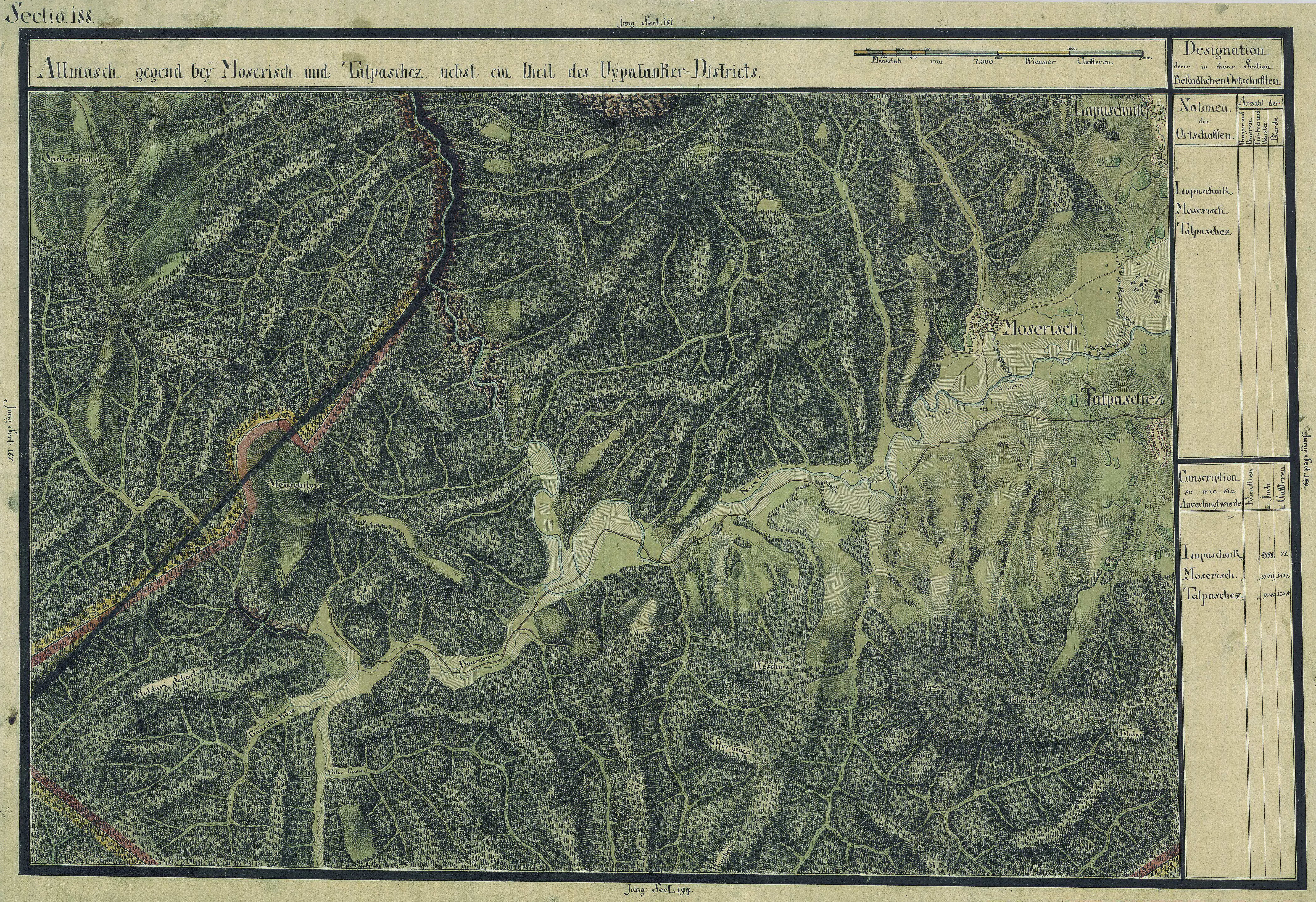
Mocsáros egy régi térképen.